# Achnacarnin

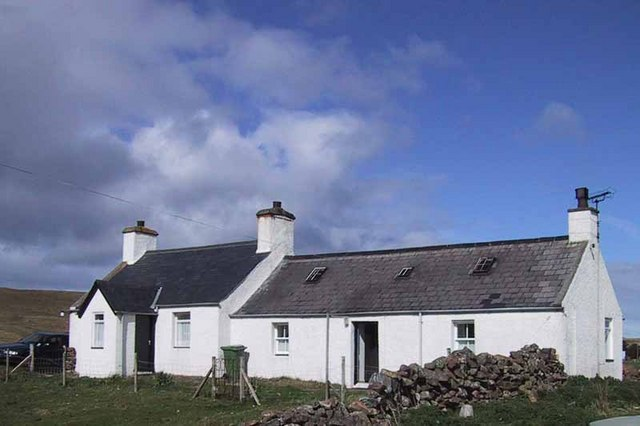
Voormalig schooltje van het dorp

Achnacarnin (Schots-Gaelisch:  Achadh nan Càrnan) is een dorp in Sutherland in de Schotse Hooglanden.